# Trumpchi
Trumpchi es una marca de automóvil propiedad del fabricante de automóviles chino GAC Group. Fue lanzada en diciembre de 2010.

## Historia
GAC inició la construcción de instalaciones para producir vehículos para una nueva marca de automóviles de marca propia en 2008. El primer modelo Trumpchi que entró en producción, el sedán Trumpchi GA5, una berlina de tamaño mediano de cuatro puertas basado en la plataforma del Alfa Romeo 166, entró en producción en masa en septiembre de 2010. Los primeros 500 sedanes Trumpchi producidos se entregaron al comité organizador de los Juegos Asiáticos de 2010 en octubre de 2010.
El Trumpchi Sedan se presentó formalmente al público en Auto Guangzhou en diciembre de 2010, and public sales of the vehicles began in the same month. El Trumpchi GS5, un vehículo utilitario deportivo basado en la misma plataforma que el Trumpchi Sedan, se lanzó en marzo de 2012.
La versión de producción del sedán compacto Trumpchi GA3 se presentó en el Salón del Automóvil de Shanghai en abril de 2013.

## Productos

### Modelos actuales
Los siguientes vehículos Trumpchi están disponsibles actualmente en China:

#### Sedán
- Empow (2021–present), compact sports sedan

#### monovolumen
- M6/M6 Pro (2018-presente), monovolumen compacto
- M7 (para comenzar), monovolumen de tamaño mediano[10]
- E8 (para comenzar), monovolumen PHEV de tamaño completo[11]
- GM8/M8 (2017-presente), monovolumen de tamaño completo
  - E9 (2023-presente), monovolumen de tamaño completo, variante PHEV del M8

#### SUV
- GS3 (2017-presente), SUV subcompacto
- GS4 (2015-presente), SUV compacto
  - GS4 PHEV (2017-presente), variante PHEV del GS4
- GS4 Plus (2011-presente), SUV compacto
- Emkoo (2023-presente), SUV de tamaño compacto
- GS8 (2016-presente), SUV de tamaño mediano
  - ES9 (2023-presente), SUV mediano, variante PHEV del GS8 II

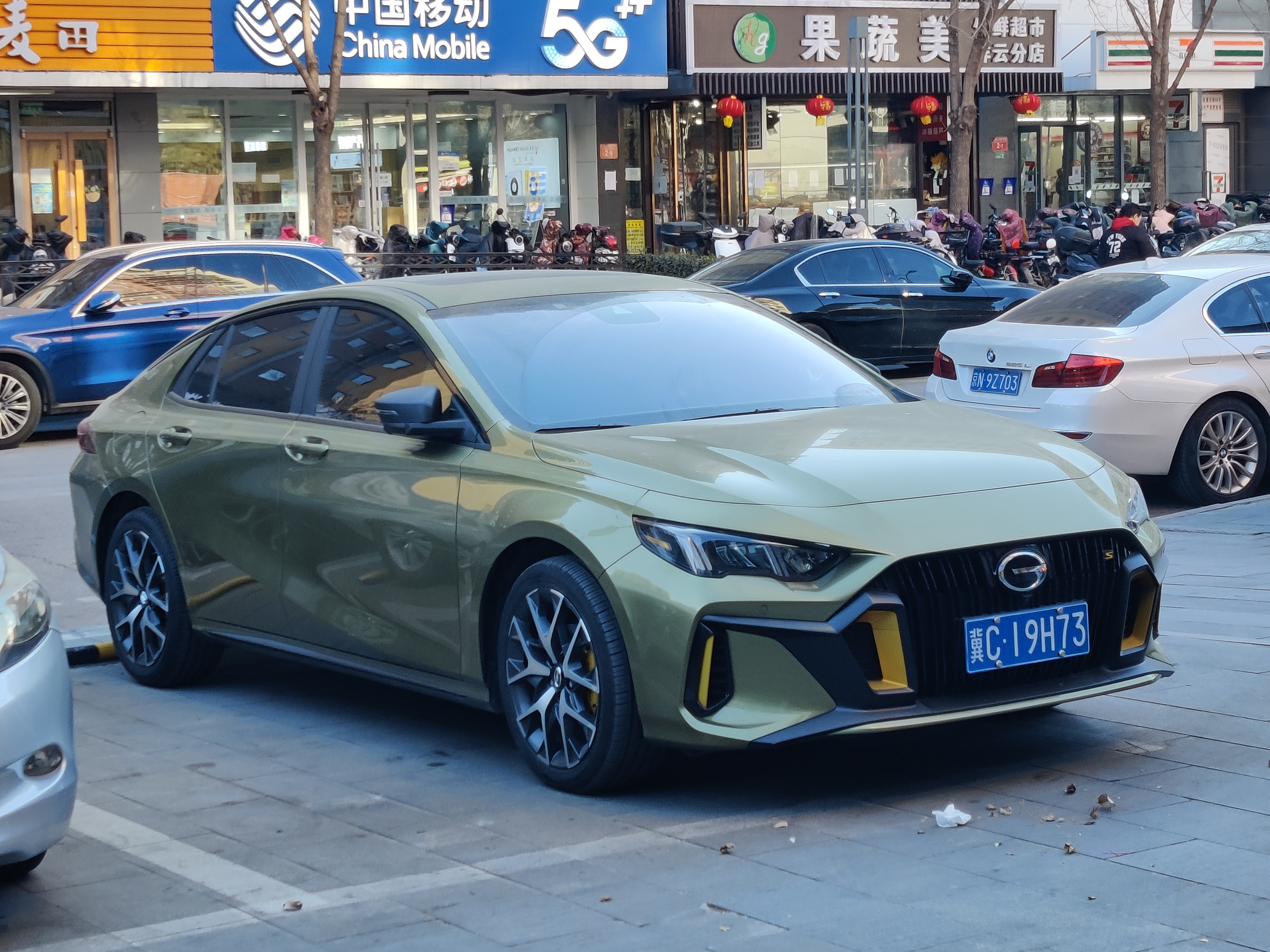
Trumpchi Empow
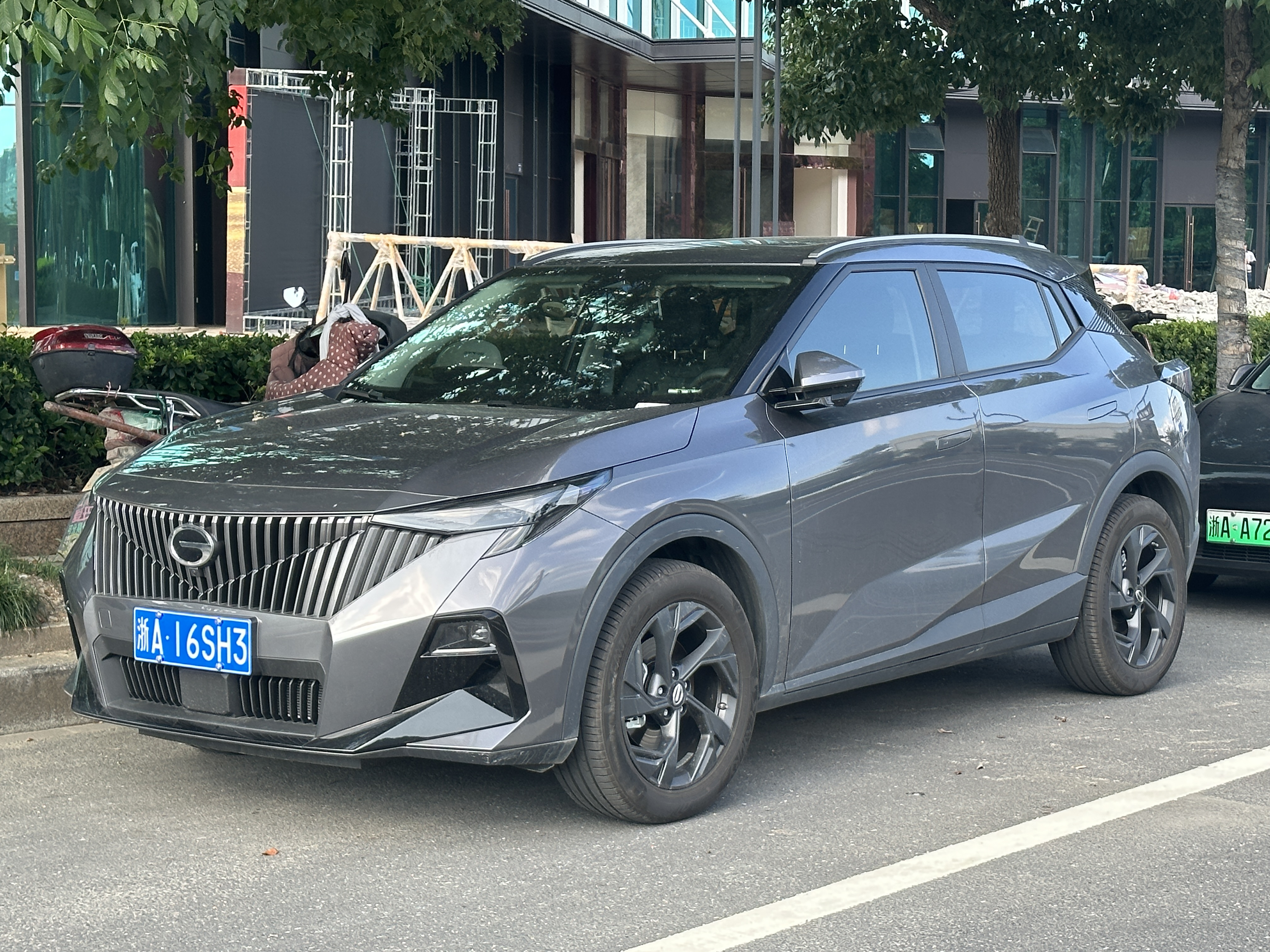
Trumpchi GS3 II
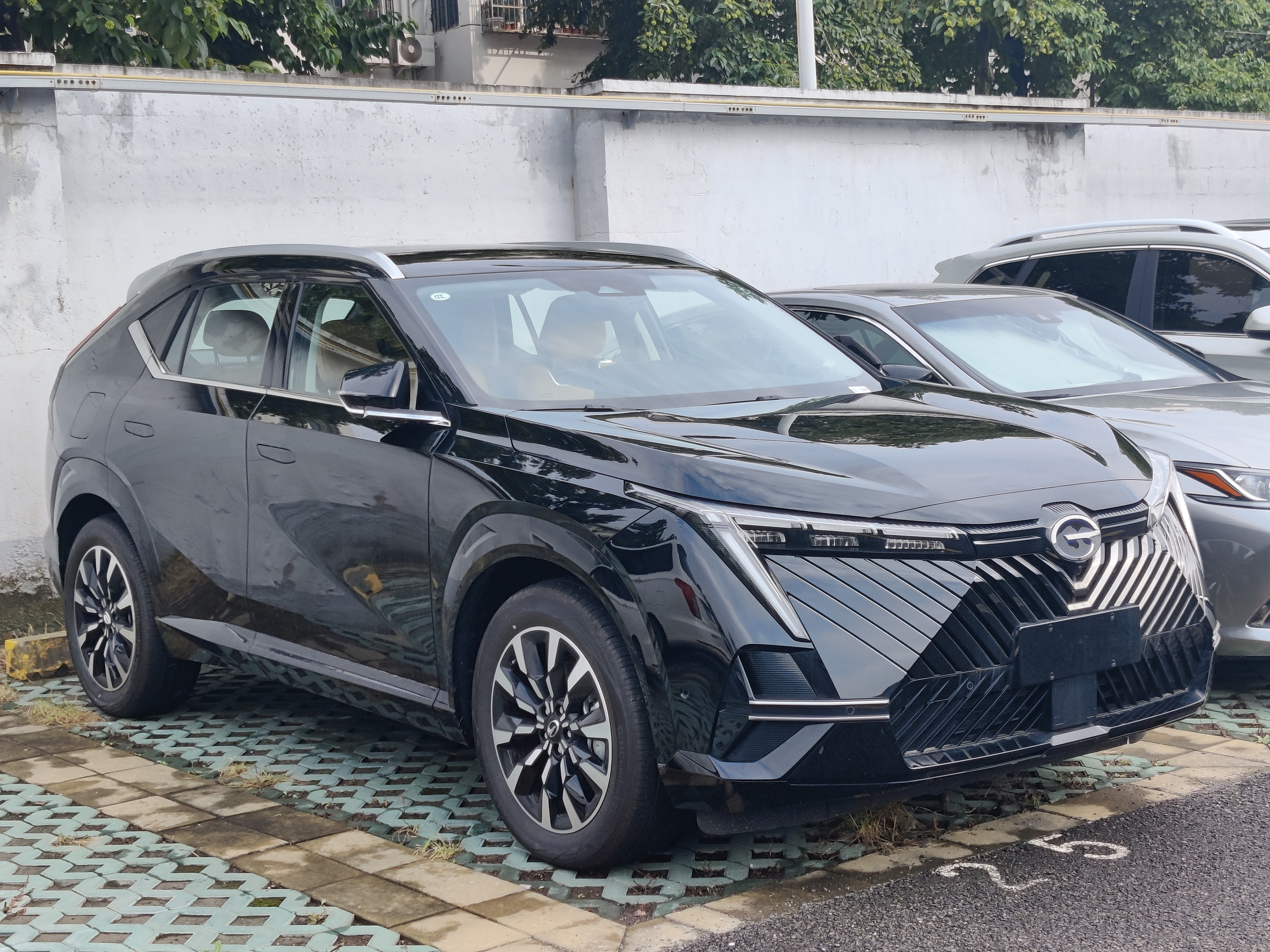
Trumpchi Emkoo
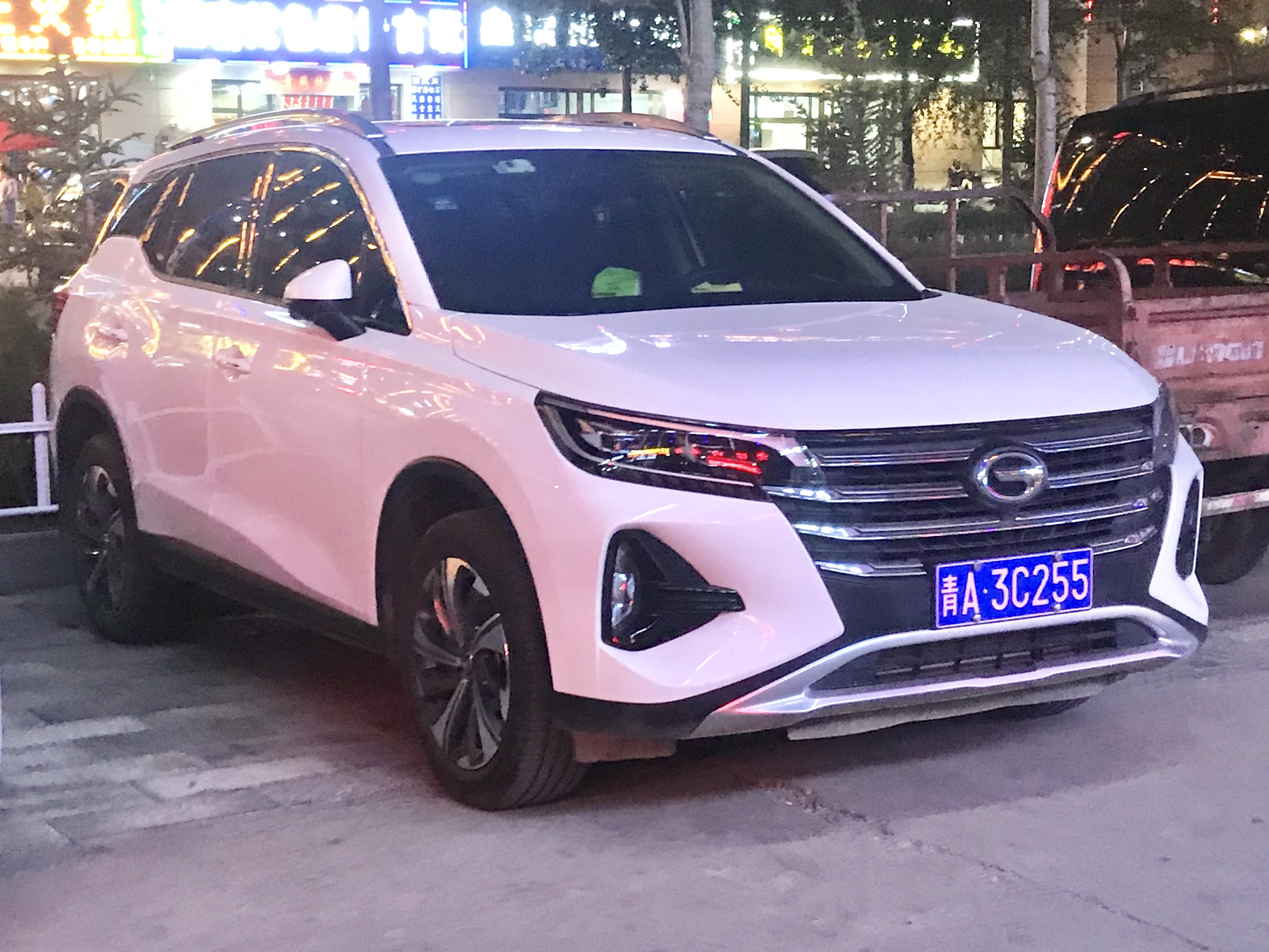
Trumpchi GS4 II
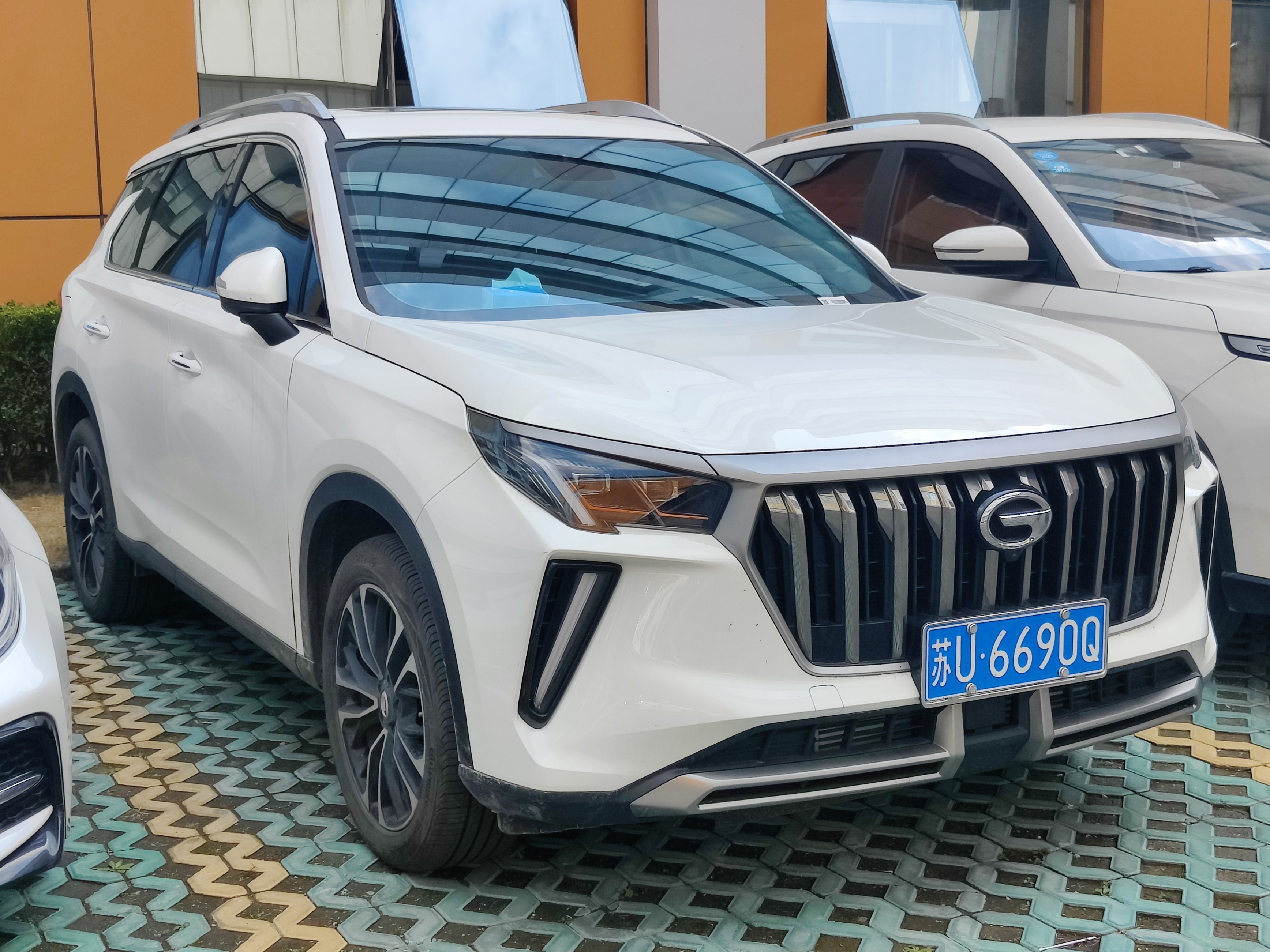
Trumpchi GS4 Plus
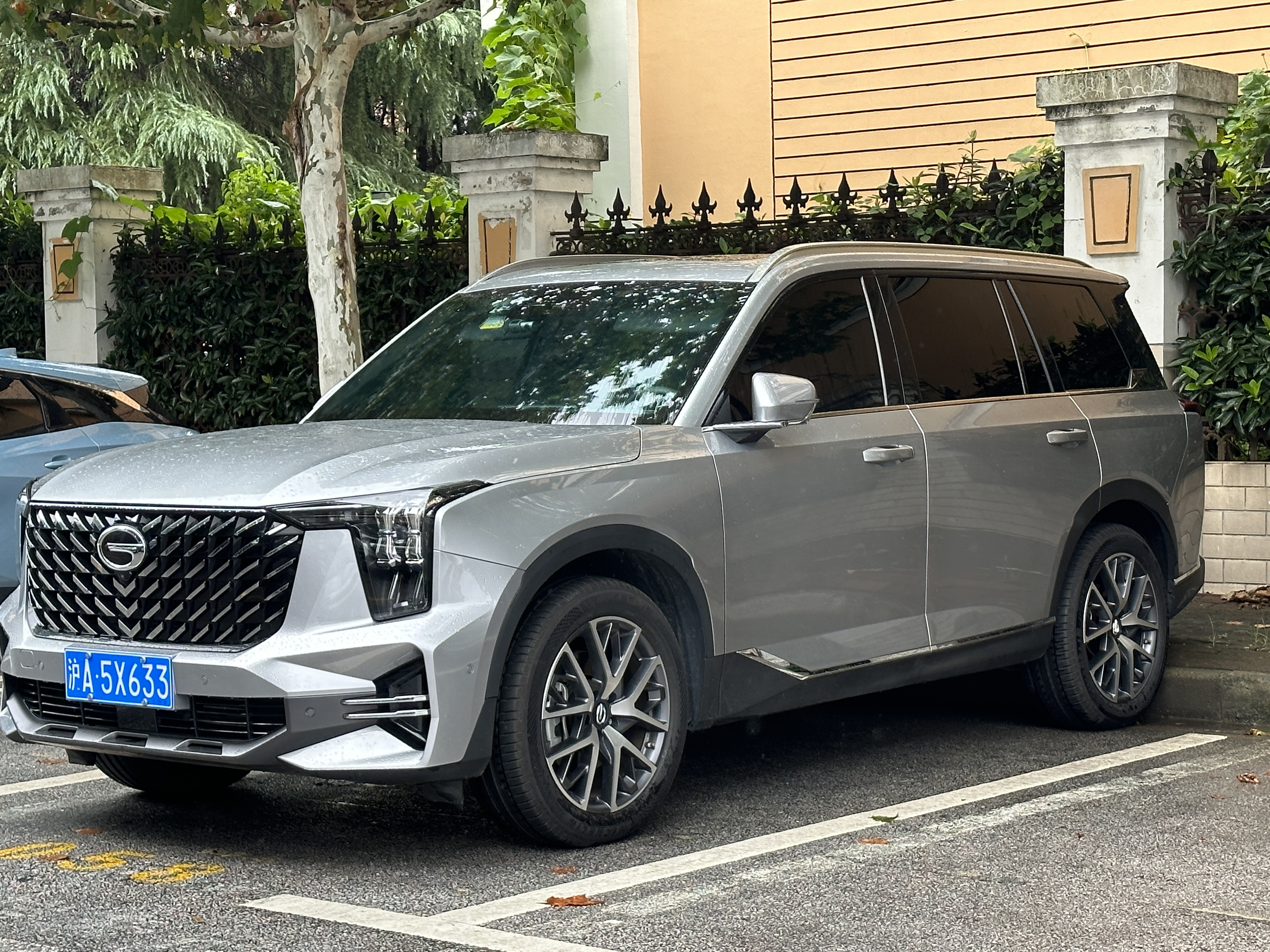
Trumpchi GS8 II
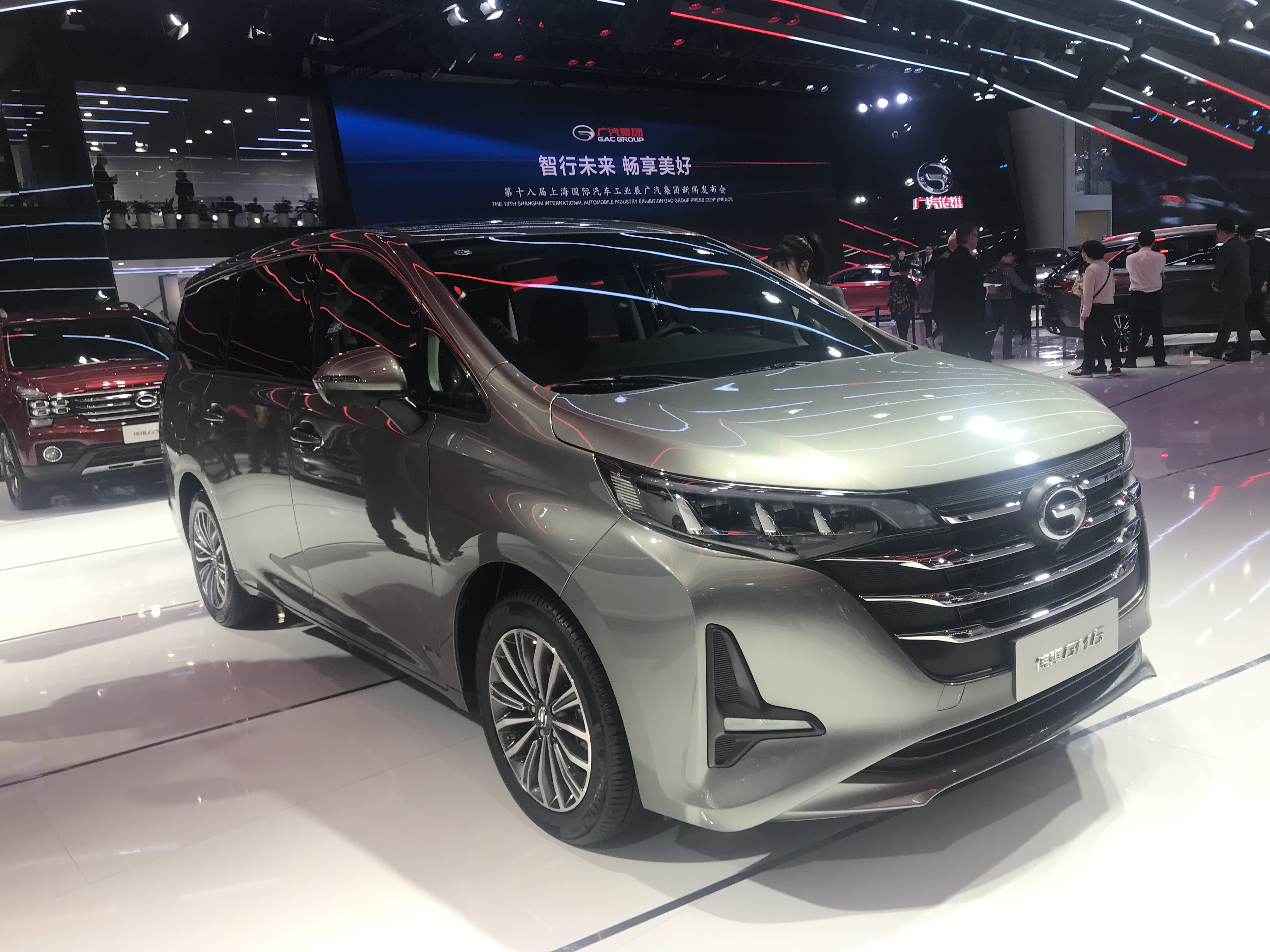
Trumpchi M6
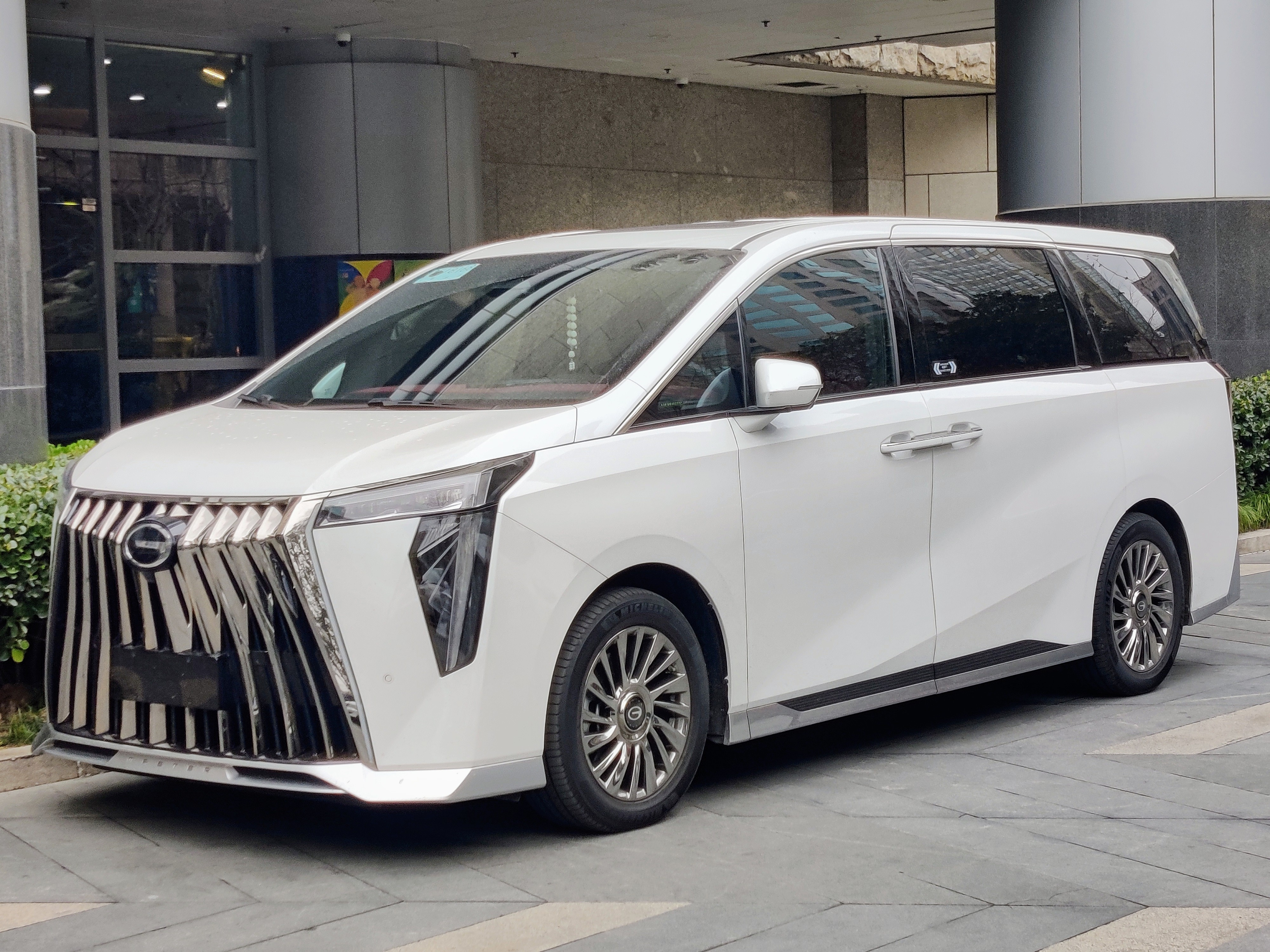
Trumpchi M8 II
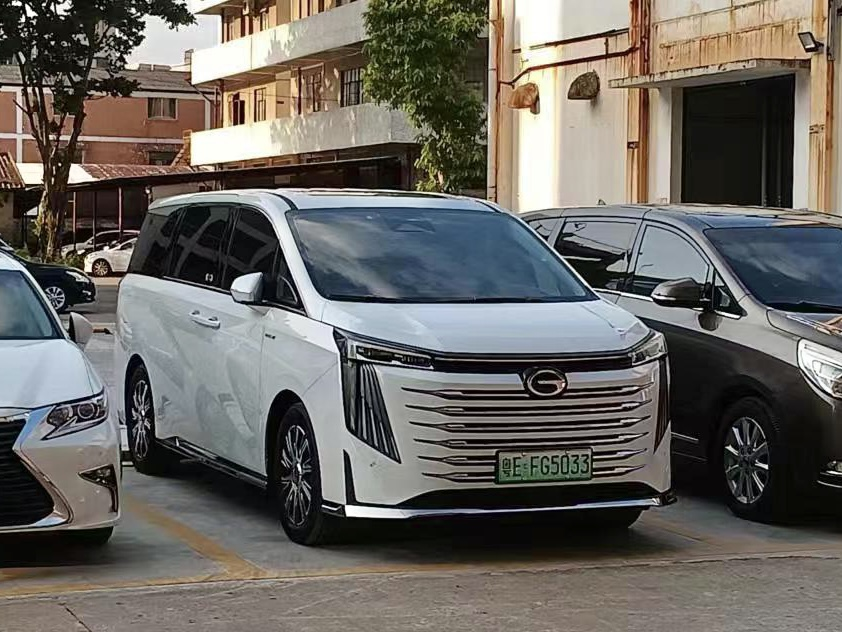
Trumpchi E9

### Modelos descatalogados

#### Sedán
- GA3 (2013–2014), subcompact sedan succeeded by the GA3S
  - GA3S (2014–2019), subcompact sedan replacing the GA3
    - GA3S PHEV (2016–2019), PHEV variant of the GA3S
- GA4 (2018–2022), compact sedan replacing the GA5
- GA5 (2010–2018), compact sedan succeeded by the GA4
  - GA5 PHEV (2014–2018), PHEV variant of the GA5
- GA6 (2014–2023), mid-size sedan
- GA8 (2015–2023), full-size sedan

#### SUV
- GE3 (2017–2020), electric variant of the GS3

- GS4 EV (2017–2019), compact SUV, electric variant of the GS4
- GS4 Coupe (2019–2023), compact fastback SUV variant of the GS4
- GS5 (2018-2021), compact SUV, later renamed as GS4 Super
- GS5S (2014–2018), compact SUV

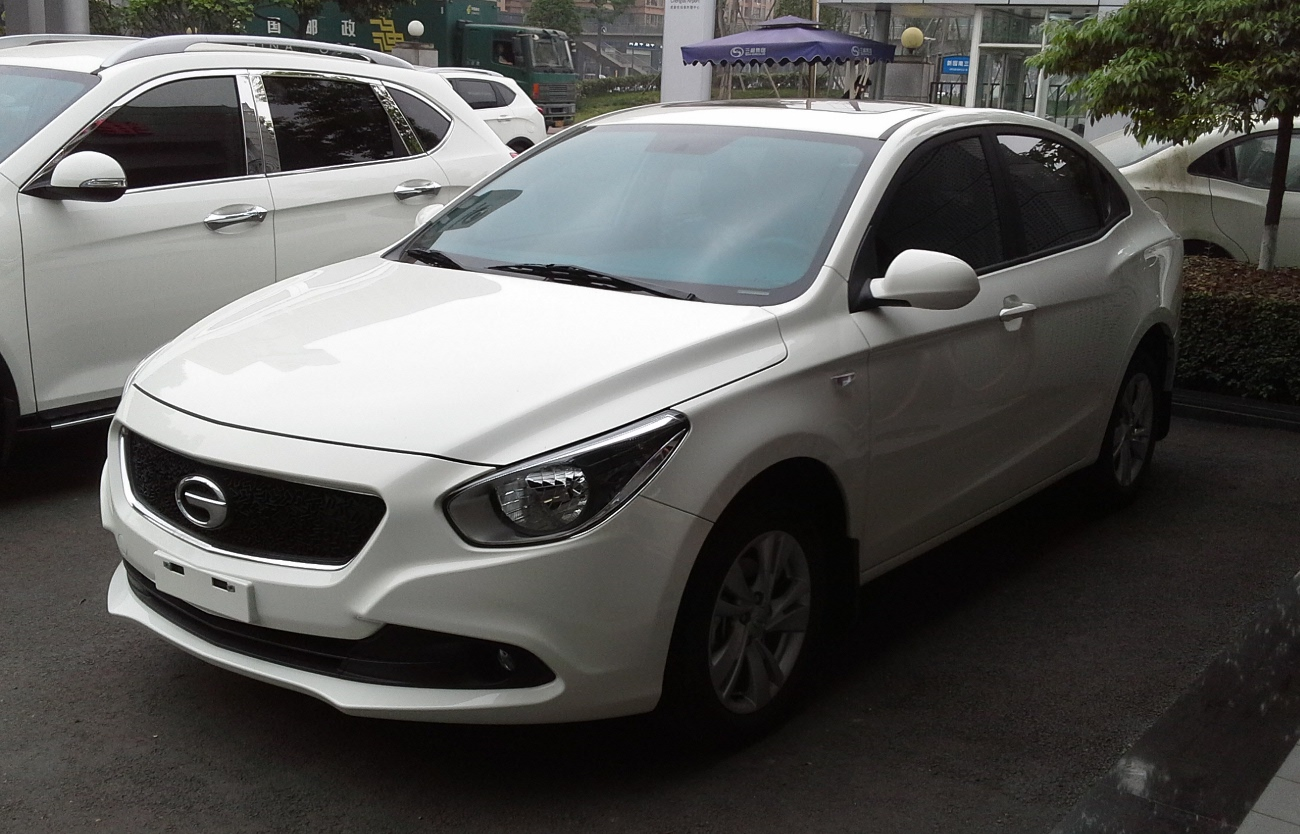
GS7/GS8S (2017–2021), mid-size SUV  - Trumpchi GA3
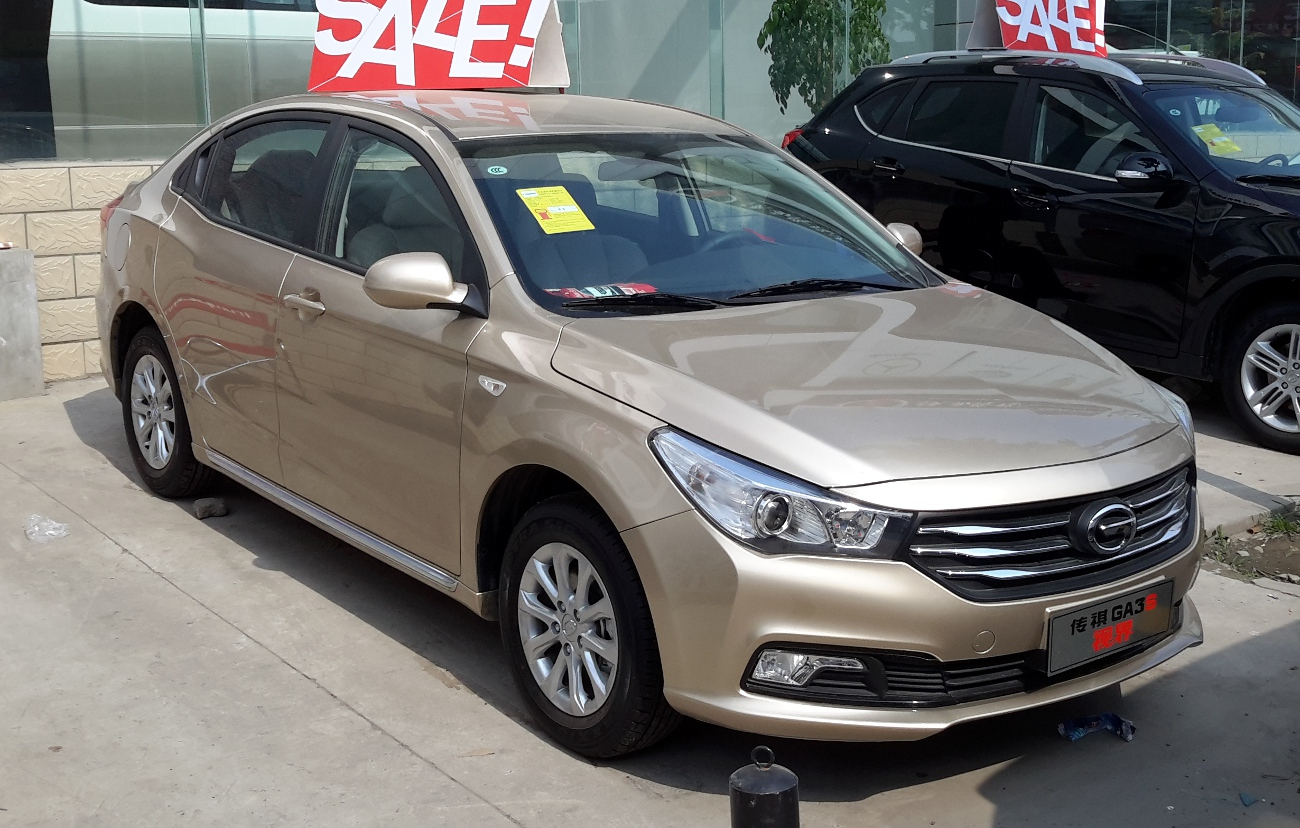
Trumpchi GA3S
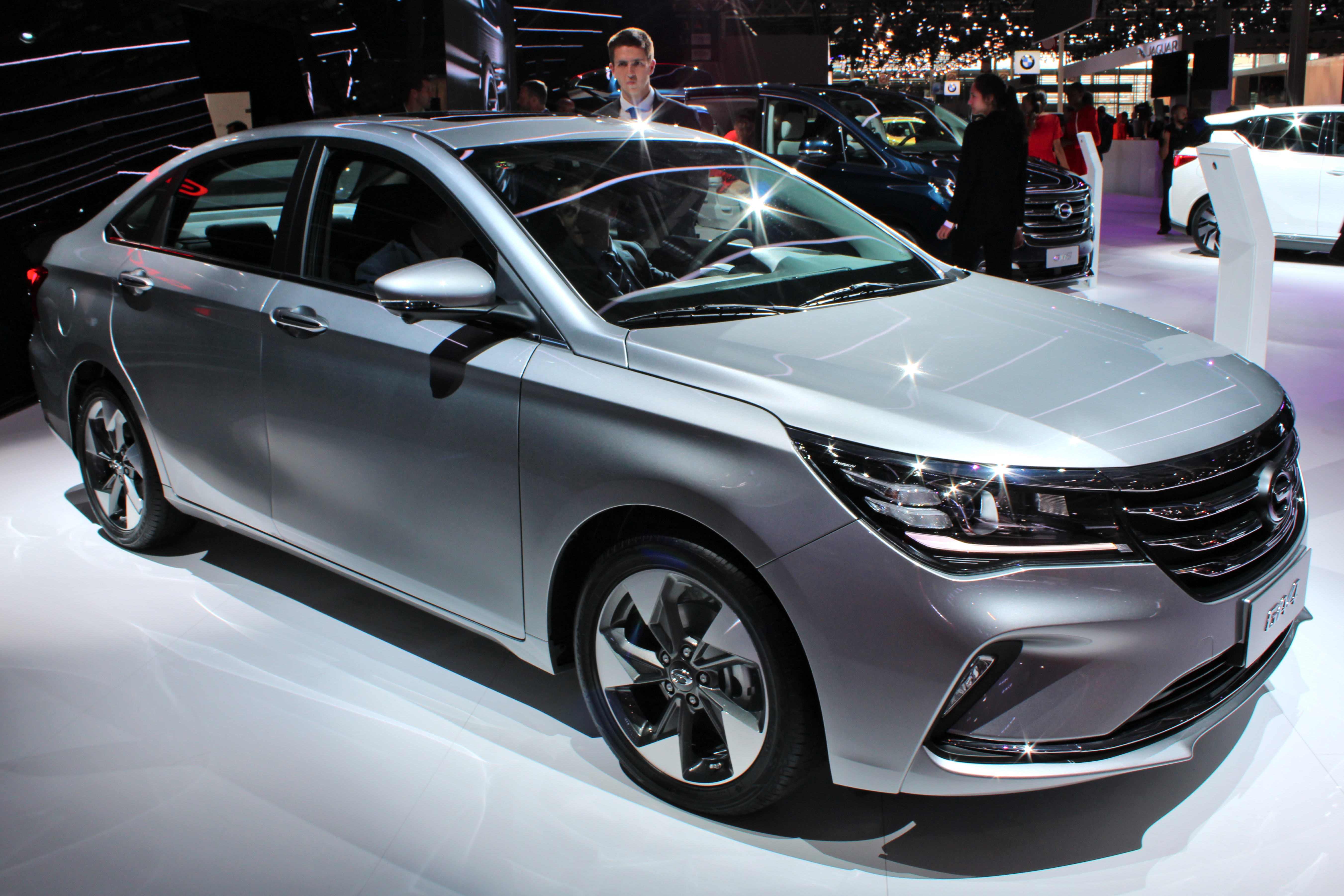
Trumpchi GA4
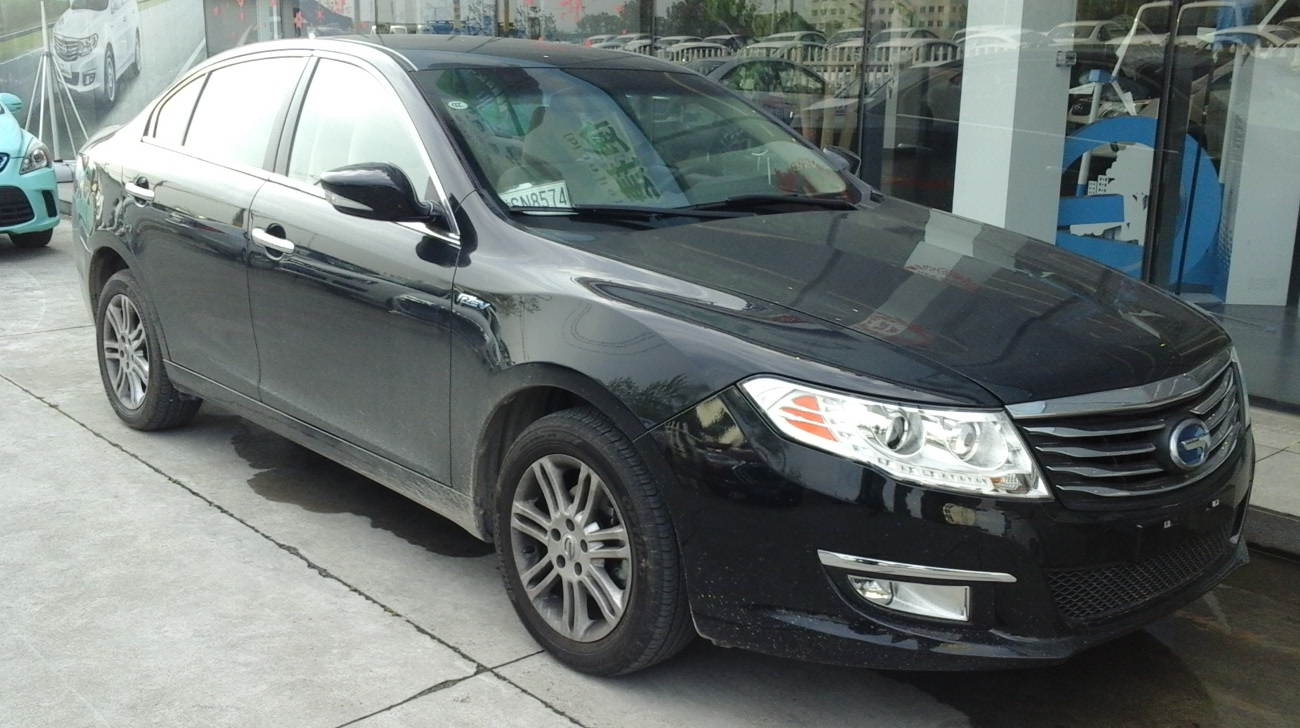
Trumpchi GA5
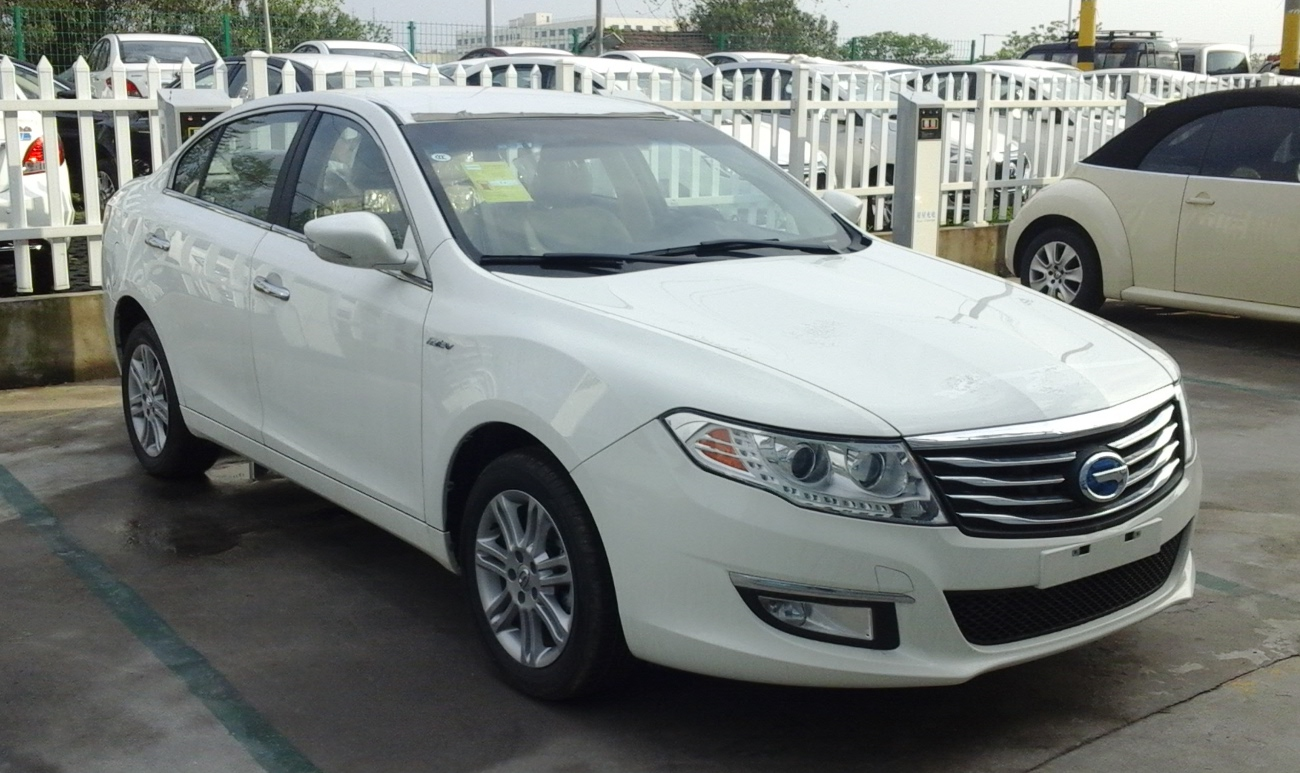
Trumpchi GA5 REV
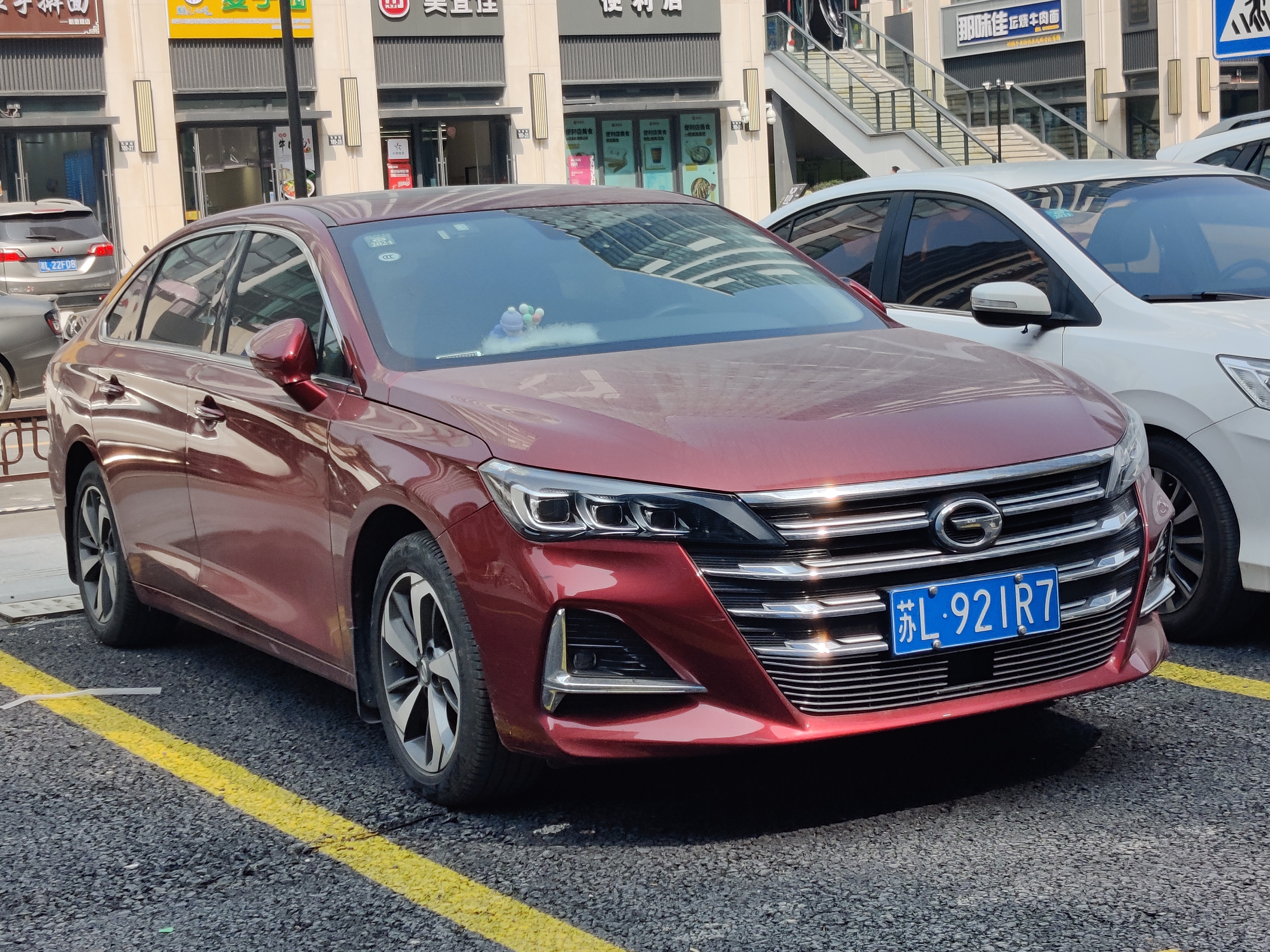
Trumpchi GA6 II
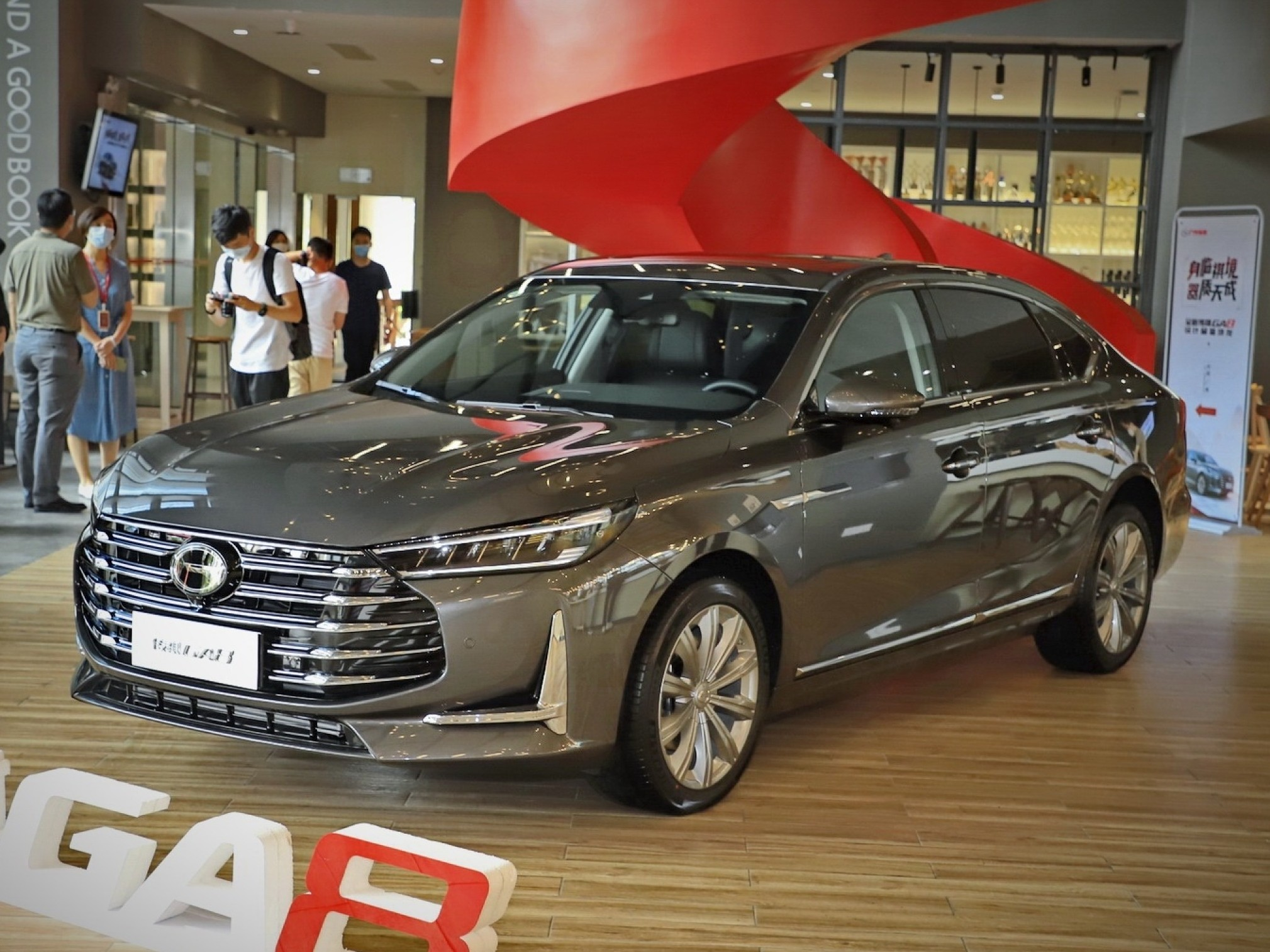
Trumpchi GA8 II
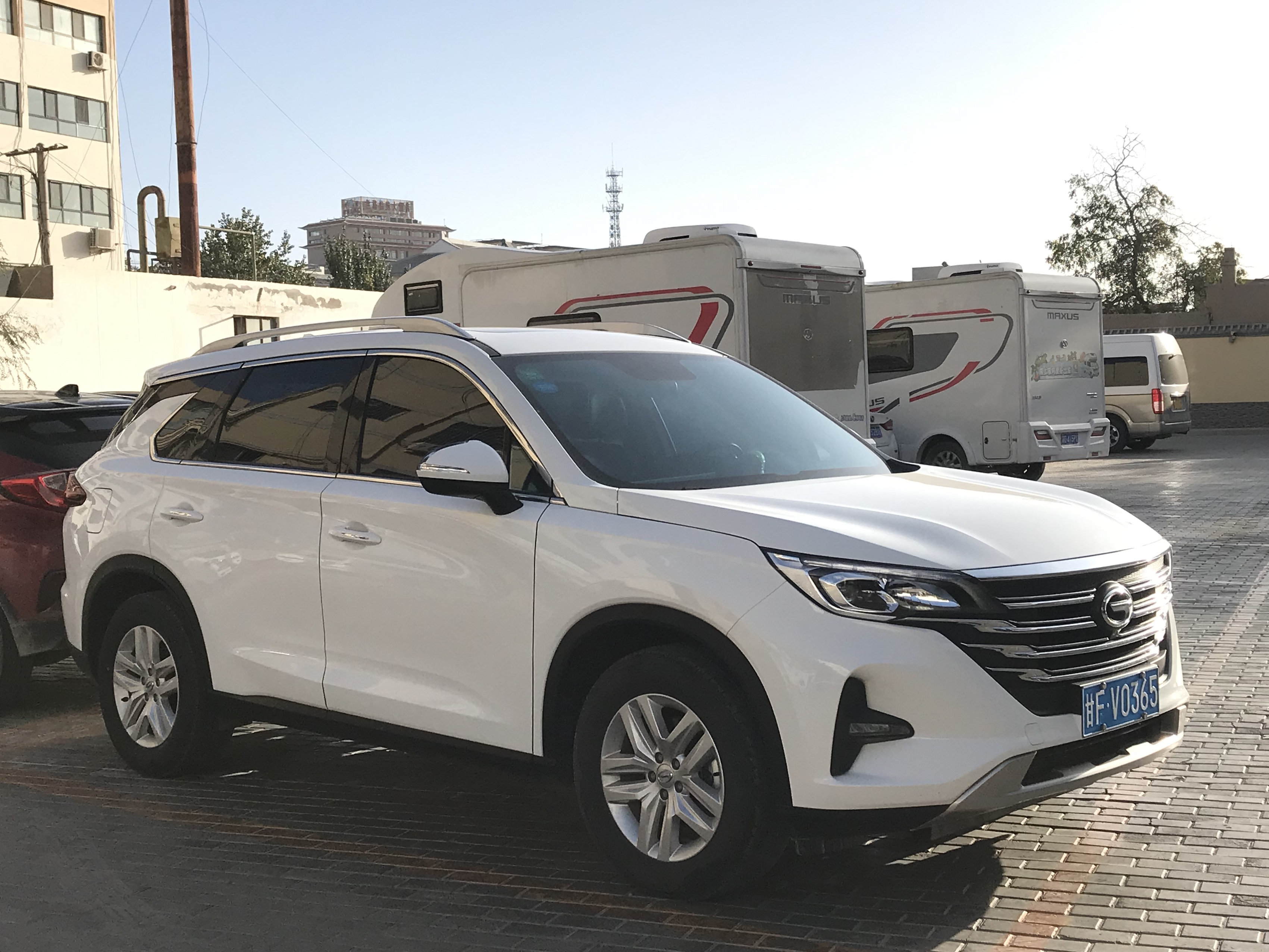
Trumpchi GS5 II
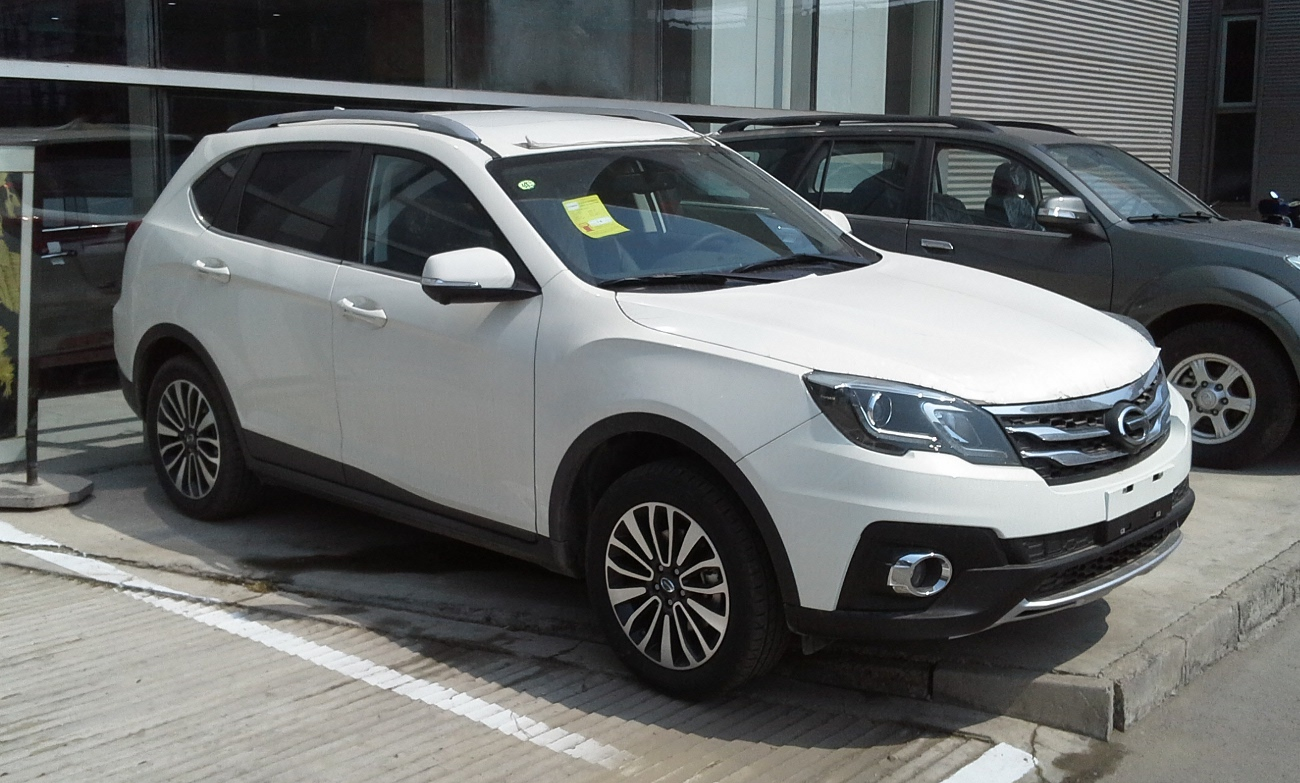
Trumpchi GS5 Super
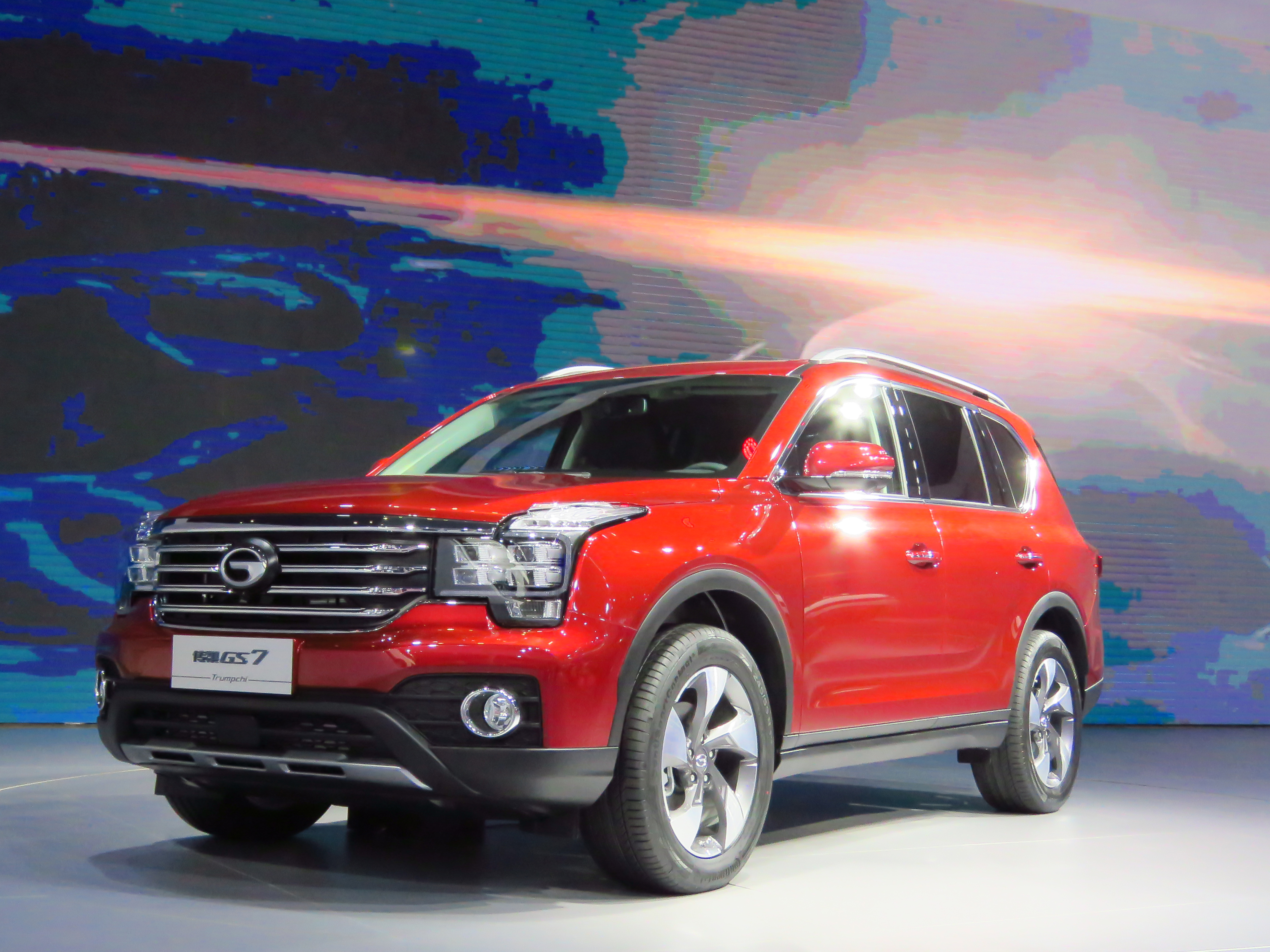
Trumpchi GS7
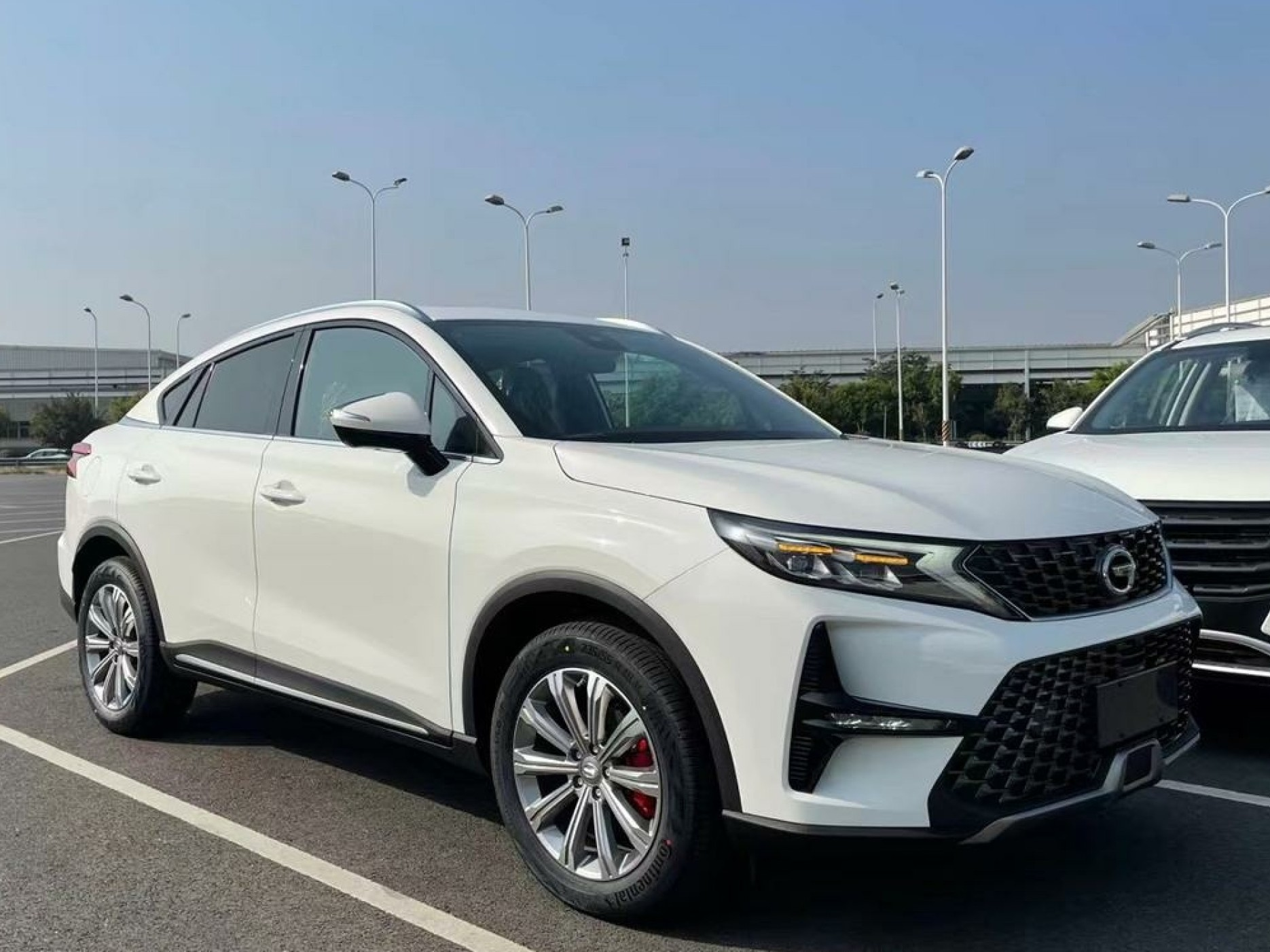
Trumpchi GS4 Coupe
  - Trumpchi GA3S
  - Trumpchi GA4
  - Trumpchi GA5
  - Trumpchi GA5 REV
  - Trumpchi GA6 II
  - Trumpchi GA8 II
  - Trumpchi GS5 II
  - Trumpchi GS5 Super
  - Trumpchi GS7
  - Trumpchi GS4 Coupe